# La mia generazione
La mia generazione é um filme de drama italiano de 1996 dirigido e escrito por Wilma Labate e Sandro Petraglia. Foi selecionado como represente da Itália à edição do Oscar 1998, organizada pela Academia de Artes e Ciências Cinematográficas.

## Elenco
- Claudio Amendola - Braccio
- Silvio Orlando - capitão
- Francesca Neri - Giulia
- Stefano Accorsi - Bonoli
- Anna Melato - Elena
- Vincenzo Peluso - Concilio
- Hossein Taheri - Caruso
- Arnaldo Ninchi - Penzo
- Paolo De Vita - Maresciallo S. Alba